# Zwitsers handbalteam (vrouwen)
Het Zwitsers handbalteam is het nationale team van Zwitserland voor vrouwen. Het team vertegenwoordigt de Fédération suisse de handball.

## Resultaten

### Olympische Spelen
| Olympische Spelen | Olympische Spelen   | Olympische Spelen   | Olympische Spelen   | Olympische Spelen   | Olympische Spelen   | Olympische Spelen   | Olympische Spelen   | Olympische Spelen   |
| Jaar (teams)      | Resultaat           | Wed                 | W                   | G                   | V                   | DV                  | DT                  | DS                  |
| ----------------- | ------------------- | ------------------- | ------------------- | ------------------- | ------------------- | ------------------- | ------------------- | ------------------- |
| 1976 (6)          | Niet gekwalificeerd | Niet gekwalificeerd | Niet gekwalificeerd | Niet gekwalificeerd | Niet gekwalificeerd | Niet gekwalificeerd | Niet gekwalificeerd | Niet gekwalificeerd |
| 1980 (6)          | Niet gekwalificeerd | Niet gekwalificeerd | Niet gekwalificeerd | Niet gekwalificeerd | Niet gekwalificeerd | Niet gekwalificeerd | Niet gekwalificeerd | Niet gekwalificeerd |
| 1984 (6)          | Niet gekwalificeerd | Niet gekwalificeerd | Niet gekwalificeerd | Niet gekwalificeerd | Niet gekwalificeerd | Niet gekwalificeerd | Niet gekwalificeerd | Niet gekwalificeerd |
| 1988 (8)          | Niet gekwalificeerd | Niet gekwalificeerd | Niet gekwalificeerd | Niet gekwalificeerd | Niet gekwalificeerd | Niet gekwalificeerd | Niet gekwalificeerd | Niet gekwalificeerd |
| 1992 (8)          | Niet gekwalificeerd | Niet gekwalificeerd | Niet gekwalificeerd | Niet gekwalificeerd | Niet gekwalificeerd | Niet gekwalificeerd | Niet gekwalificeerd | Niet gekwalificeerd |
| 1996 (8)          | Niet gekwalificeerd | Niet gekwalificeerd | Niet gekwalificeerd | Niet gekwalificeerd | Niet gekwalificeerd | Niet gekwalificeerd | Niet gekwalificeerd | Niet gekwalificeerd |
| 2000 (10)         | Niet gekwalificeerd | Niet gekwalificeerd | Niet gekwalificeerd | Niet gekwalificeerd | Niet gekwalificeerd | Niet gekwalificeerd | Niet gekwalificeerd | Niet gekwalificeerd |
| 2004 (10)         | Niet gekwalificeerd | Niet gekwalificeerd | Niet gekwalificeerd | Niet gekwalificeerd | Niet gekwalificeerd | Niet gekwalificeerd | Niet gekwalificeerd | Niet gekwalificeerd |
| 2008 (12)         | Niet gekwalificeerd | Niet gekwalificeerd | Niet gekwalificeerd | Niet gekwalificeerd | Niet gekwalificeerd | Niet gekwalificeerd | Niet gekwalificeerd | Niet gekwalificeerd |
| 2012 (12)         | Niet gekwalificeerd | Niet gekwalificeerd | Niet gekwalificeerd | Niet gekwalificeerd | Niet gekwalificeerd | Niet gekwalificeerd | Niet gekwalificeerd | Niet gekwalificeerd |
| 2016 (12)         | Niet gekwalificeerd | Niet gekwalificeerd | Niet gekwalificeerd | Niet gekwalificeerd | Niet gekwalificeerd | Niet gekwalificeerd | Niet gekwalificeerd | Niet gekwalificeerd |
| 2020 (12)         | Niet gekwalificeerd | Niet gekwalificeerd | Niet gekwalificeerd | Niet gekwalificeerd | Niet gekwalificeerd | Niet gekwalificeerd | Niet gekwalificeerd | Niet gekwalificeerd |
| Totaal            | 0/12                | 0                   | 0                   | 0                   | 0                   | 0                   | 0                   | 0                   |

 Kampioenen   Runners-up   Derde plaats   Vierde plaats

### Wereldkampioenschap
| Wereldkampioenschap | Wereldkampioenschap               | Wereldkampioenschap               | Wereldkampioenschap               | Wereldkampioenschap               | Wereldkampioenschap               | Wereldkampioenschap               | Wereldkampioenschap               | Wereldkampioenschap               |
| Jaar                | Resultaat                         | Wed                               | W                                 | G                                 | V                                 | DV                                | DT                                | DS                                |
| ------------------- | --------------------------------- | --------------------------------- | --------------------------------- | --------------------------------- | --------------------------------- | --------------------------------- | --------------------------------- | --------------------------------- |
| 1957                | Niet deelgenomen aan kwalificatie | Niet deelgenomen aan kwalificatie | Niet deelgenomen aan kwalificatie | Niet deelgenomen aan kwalificatie | Niet deelgenomen aan kwalificatie | Niet deelgenomen aan kwalificatie | Niet deelgenomen aan kwalificatie | Niet deelgenomen aan kwalificatie |
| 1962                | Niet deelgenomen aan kwalificatie | Niet deelgenomen aan kwalificatie | Niet deelgenomen aan kwalificatie | Niet deelgenomen aan kwalificatie | Niet deelgenomen aan kwalificatie | Niet deelgenomen aan kwalificatie | Niet deelgenomen aan kwalificatie | Niet deelgenomen aan kwalificatie |
| 1965                | Niet deelgenomen aan kwalificatie | Niet deelgenomen aan kwalificatie | Niet deelgenomen aan kwalificatie | Niet deelgenomen aan kwalificatie | Niet deelgenomen aan kwalificatie | Niet deelgenomen aan kwalificatie | Niet deelgenomen aan kwalificatie | Niet deelgenomen aan kwalificatie |
| 1971                | Niet deelgenomen aan kwalificatie | Niet deelgenomen aan kwalificatie | Niet deelgenomen aan kwalificatie | Niet deelgenomen aan kwalificatie | Niet deelgenomen aan kwalificatie | Niet deelgenomen aan kwalificatie | Niet deelgenomen aan kwalificatie | Niet deelgenomen aan kwalificatie |
| 1973                | Niet deelgenomen aan kwalificatie | Niet deelgenomen aan kwalificatie | Niet deelgenomen aan kwalificatie | Niet deelgenomen aan kwalificatie | Niet deelgenomen aan kwalificatie | Niet deelgenomen aan kwalificatie | Niet deelgenomen aan kwalificatie | Niet deelgenomen aan kwalificatie |
| 1975                | Niet deelgenomen aan kwalificatie | Niet deelgenomen aan kwalificatie | Niet deelgenomen aan kwalificatie | Niet deelgenomen aan kwalificatie | Niet deelgenomen aan kwalificatie | Niet deelgenomen aan kwalificatie | Niet deelgenomen aan kwalificatie | Niet deelgenomen aan kwalificatie |
| 1978                | Niet gekwalificeerd               | Niet gekwalificeerd               | Niet gekwalificeerd               | Niet gekwalificeerd               | Niet gekwalificeerd               | Niet gekwalificeerd               | Niet gekwalificeerd               | Niet gekwalificeerd               |
| 1982                | Niet gekwalificeerd               | Niet gekwalificeerd               | Niet gekwalificeerd               | Niet gekwalificeerd               | Niet gekwalificeerd               | Niet gekwalificeerd               | Niet gekwalificeerd               | Niet gekwalificeerd               |
| 1986                | Niet gekwalificeerd               | Niet gekwalificeerd               | Niet gekwalificeerd               | Niet gekwalificeerd               | Niet gekwalificeerd               | Niet gekwalificeerd               | Niet gekwalificeerd               | Niet gekwalificeerd               |
| 1990                | Niet gekwalificeerd               | Niet gekwalificeerd               | Niet gekwalificeerd               | Niet gekwalificeerd               | Niet gekwalificeerd               | Niet gekwalificeerd               | Niet gekwalificeerd               | Niet gekwalificeerd               |
| 1993                | Niet gekwalificeerd               | Niet gekwalificeerd               | Niet gekwalificeerd               | Niet gekwalificeerd               | Niet gekwalificeerd               | Niet gekwalificeerd               | Niet gekwalificeerd               | Niet gekwalificeerd               |
| 1995                | Niet gekwalificeerd               | Niet gekwalificeerd               | Niet gekwalificeerd               | Niet gekwalificeerd               | Niet gekwalificeerd               | Niet gekwalificeerd               | Niet gekwalificeerd               | Niet gekwalificeerd               |
| 1997                | Niet gekwalificeerd               | Niet gekwalificeerd               | Niet gekwalificeerd               | Niet gekwalificeerd               | Niet gekwalificeerd               | Niet gekwalificeerd               | Niet gekwalificeerd               | Niet gekwalificeerd               |
| 1999                | Niet deelgenomen aan kwalificatie | Niet deelgenomen aan kwalificatie | Niet deelgenomen aan kwalificatie | Niet deelgenomen aan kwalificatie | Niet deelgenomen aan kwalificatie | Niet deelgenomen aan kwalificatie | Niet deelgenomen aan kwalificatie | Niet deelgenomen aan kwalificatie |
| 2001                | Niet deelgenomen aan kwalificatie | Niet deelgenomen aan kwalificatie | Niet deelgenomen aan kwalificatie | Niet deelgenomen aan kwalificatie | Niet deelgenomen aan kwalificatie | Niet deelgenomen aan kwalificatie | Niet deelgenomen aan kwalificatie | Niet deelgenomen aan kwalificatie |
| 2003                | Niet gekwalificeerd               | Niet gekwalificeerd               | Niet gekwalificeerd               | Niet gekwalificeerd               | Niet gekwalificeerd               | Niet gekwalificeerd               | Niet gekwalificeerd               | Niet gekwalificeerd               |
| 2005                | Niet gekwalificeerd               | Niet gekwalificeerd               | Niet gekwalificeerd               | Niet gekwalificeerd               | Niet gekwalificeerd               | Niet gekwalificeerd               | Niet gekwalificeerd               | Niet gekwalificeerd               |
| 2007                | Niet gekwalificeerd               | Niet gekwalificeerd               | Niet gekwalificeerd               | Niet gekwalificeerd               | Niet gekwalificeerd               | Niet gekwalificeerd               | Niet gekwalificeerd               | Niet gekwalificeerd               |
| 2009                | Niet gekwalificeerd               | Niet gekwalificeerd               | Niet gekwalificeerd               | Niet gekwalificeerd               | Niet gekwalificeerd               | Niet gekwalificeerd               | Niet gekwalificeerd               | Niet gekwalificeerd               |
| 2011                | Niet gekwalificeerd               | Niet gekwalificeerd               | Niet gekwalificeerd               | Niet gekwalificeerd               | Niet gekwalificeerd               | Niet gekwalificeerd               | Niet gekwalificeerd               | Niet gekwalificeerd               |
| 2013                | Niet gekwalificeerd               | Niet gekwalificeerd               | Niet gekwalificeerd               | Niet gekwalificeerd               | Niet gekwalificeerd               | Niet gekwalificeerd               | Niet gekwalificeerd               | Niet gekwalificeerd               |
| 2015                | Niet gekwalificeerd               | Niet gekwalificeerd               | Niet gekwalificeerd               | Niet gekwalificeerd               | Niet gekwalificeerd               | Niet gekwalificeerd               | Niet gekwalificeerd               | Niet gekwalificeerd               |
| 2017                | Niet gekwalificeerd               | Niet gekwalificeerd               | Niet gekwalificeerd               | Niet gekwalificeerd               | Niet gekwalificeerd               | Niet gekwalificeerd               | Niet gekwalificeerd               | Niet gekwalificeerd               |
| 2019                | Niet gekwalificeerd               | Niet gekwalificeerd               | Niet gekwalificeerd               | Niet gekwalificeerd               | Niet gekwalificeerd               | Niet gekwalificeerd               | Niet gekwalificeerd               | Niet gekwalificeerd               |
| 2021                | Niet gekwalificeerd               | Niet gekwalificeerd               | Niet gekwalificeerd               | Niet gekwalificeerd               | Niet gekwalificeerd               | Niet gekwalificeerd               | Niet gekwalificeerd               | Niet gekwalificeerd               |
| Totaal              | 0/24                              | 0                                 | 0                                 | 0                                 | 0                                 | 0                                 | 0                                 | 0                                 |

 Kampioenen   Runners-up   Derde plaats   Vierde plaats

### Europees kampioenschap
| Europees kampioenschap | Europees kampioenschap                   | Europees kampioenschap                   | Europees kampioenschap                   | Europees kampioenschap                   | Europees kampioenschap                   | Europees kampioenschap                   | Europees kampioenschap                   | Europees kampioenschap                   | Europees kampioenschap                   |
| Jaar (teams)           | Resultaat                                | Wed                                      | W                                        | G                                        | V                                        | DV                                       | DT                                       | DS                                       | Kwal                                     |
| ---------------------- | ---------------------------------------- | ---------------------------------------- | ---------------------------------------- | ---------------------------------------- | ---------------------------------------- | ---------------------------------------- | ---------------------------------------- | ---------------------------------------- | ---------------------------------------- |
| 1994 (12)              | Niet gekwalificeerd                      | Niet gekwalificeerd                      | Niet gekwalificeerd                      | Niet gekwalificeerd                      | Niet gekwalificeerd                      | Niet gekwalificeerd                      | Niet gekwalificeerd                      | Niet gekwalificeerd                      | Niet gekwalificeerd                      |
| 1996 (12)              | Niet gekwalificeerd                      | Niet gekwalificeerd                      | Niet gekwalificeerd                      | Niet gekwalificeerd                      | Niet gekwalificeerd                      | Niet gekwalificeerd                      | Niet gekwalificeerd                      | Niet gekwalificeerd                      | Niet gekwalificeerd                      |
| 1998 (12)              | Niet deelgenomen aan kwalificatie        | Niet deelgenomen aan kwalificatie        | Niet deelgenomen aan kwalificatie        | Niet deelgenomen aan kwalificatie        | Niet deelgenomen aan kwalificatie        | Niet deelgenomen aan kwalificatie        | Niet deelgenomen aan kwalificatie        | Niet deelgenomen aan kwalificatie        | Niet deelgenomen aan kwalificatie        |
| 2000 (12)              | Niet gekwalificeerd                      | Niet gekwalificeerd                      | Niet gekwalificeerd                      | Niet gekwalificeerd                      | Niet gekwalificeerd                      | Niet gekwalificeerd                      | Niet gekwalificeerd                      | Niet gekwalificeerd                      | Niet gekwalificeerd                      |
| 2002 (16)              | Niet gekwalificeerd                      | Niet gekwalificeerd                      | Niet gekwalificeerd                      | Niet gekwalificeerd                      | Niet gekwalificeerd                      | Niet gekwalificeerd                      | Niet gekwalificeerd                      | Niet gekwalificeerd                      | Niet gekwalificeerd                      |
| 2004 (16)              | Niet gekwalificeerd                      | Niet gekwalificeerd                      | Niet gekwalificeerd                      | Niet gekwalificeerd                      | Niet gekwalificeerd                      | Niet gekwalificeerd                      | Niet gekwalificeerd                      | Niet gekwalificeerd                      | Niet gekwalificeerd                      |
| 2006 (16)              | Niet gekwalificeerd                      | Niet gekwalificeerd                      | Niet gekwalificeerd                      | Niet gekwalificeerd                      | Niet gekwalificeerd                      | Niet gekwalificeerd                      | Niet gekwalificeerd                      | Niet gekwalificeerd                      | Niet gekwalificeerd                      |
| 2008 (16)              | Niet gekwalificeerd                      | Niet gekwalificeerd                      | Niet gekwalificeerd                      | Niet gekwalificeerd                      | Niet gekwalificeerd                      | Niet gekwalificeerd                      | Niet gekwalificeerd                      | Niet gekwalificeerd                      | Niet gekwalificeerd                      |
| 2010 (16)              | Niet gekwalificeerd                      | Niet gekwalificeerd                      | Niet gekwalificeerd                      | Niet gekwalificeerd                      | Niet gekwalificeerd                      | Niet gekwalificeerd                      | Niet gekwalificeerd                      | Niet gekwalificeerd                      | Niet gekwalificeerd                      |
| 2012 (16)              | Niet gekwalificeerd                      | Niet gekwalificeerd                      | Niet gekwalificeerd                      | Niet gekwalificeerd                      | Niet gekwalificeerd                      | Niet gekwalificeerd                      | Niet gekwalificeerd                      | Niet gekwalificeerd                      | Niet gekwalificeerd                      |
| 2014 (16)              | Niet gekwalificeerd                      | Niet gekwalificeerd                      | Niet gekwalificeerd                      | Niet gekwalificeerd                      | Niet gekwalificeerd                      | Niet gekwalificeerd                      | Niet gekwalificeerd                      | Niet gekwalificeerd                      | Niet gekwalificeerd                      |
| 2016 (16)              | Niet gekwalificeerd                      | Niet gekwalificeerd                      | Niet gekwalificeerd                      | Niet gekwalificeerd                      | Niet gekwalificeerd                      | Niet gekwalificeerd                      | Niet gekwalificeerd                      | Niet gekwalificeerd                      | Niet gekwalificeerd                      |
| 2018 (16)              | Niet gekwalificeerd                      | Niet gekwalificeerd                      | Niet gekwalificeerd                      | Niet gekwalificeerd                      | Niet gekwalificeerd                      | Niet gekwalificeerd                      | Niet gekwalificeerd                      | Niet gekwalificeerd                      | Niet gekwalificeerd                      |
| 2020 (16)              | Niet gekwalificeerd                      | Niet gekwalificeerd                      | Niet gekwalificeerd                      | Niet gekwalificeerd                      | Niet gekwalificeerd                      | Niet gekwalificeerd                      | Niet gekwalificeerd                      | Niet gekwalificeerd                      | Niet gekwalificeerd                      |
| 2022 (16)              | 14de                                     | 3                                        | 0                                        | 1                                        | 2                                        | 75                                       | 97                                       | -22                                      | (Kwal.)                                  |
| 2024 (24)              | Gekwalificeerd als een van de gastlanden | Gekwalificeerd als een van de gastlanden | Gekwalificeerd als een van de gastlanden | Gekwalificeerd als een van de gastlanden | Gekwalificeerd als een van de gastlanden | Gekwalificeerd als een van de gastlanden | Gekwalificeerd als een van de gastlanden | Gekwalificeerd als een van de gastlanden | Gekwalificeerd als een van de gastlanden |
| Totaal                 | 1/15                                     | 3                                        | 0                                        | 1                                        | 2                                        | 75                                       | 97                                       | -22                                      |                                          |

 Kampioenen   Runners-up   Derde plaats   Vierde plaats

## Interlands
| Datum             | Thuis team          | Resultaat         | Uit team              | Locatie                                            | Competitie                                 |
| ----------------- | ------------------- | ----------------- | --------------------- | -------------------------------------------------- | ------------------------------------------ |
| Wo 05.06.19 18:15 | Zwitserland         | 14 - 26 (5 - 12)  | Denemarken            | Winterthur, AXA Arena                              | Wereldkampioenschap kwalificatie 2019      |
| Za 01.06.19 16:10 | Denemarken          | 35 - 22 (18 - 10) | Zwitserland           | Roskilde, Bauhaus Arena                            | Wereldkampioenschap kwalificatie 2019      |
| Za 23.03.19 14:00 | Servië              | 31 - 21 (10 - 12) | Zwitserland           | Zaragoza, Pabellon Municipal Deportes              | Oefenwedstrijd                             |
| Vr 22.03.19 20:00 | Zwitserland         | 16 - 28 (8 - 18)  | Brazilië              | Zaragoza, Pabellon Municipal Deportes              | Oefenwedstrijd                             |
| Do 21.03.19 18:00 | Spanje              | 35 - 18 (17 - 9)  | Zwitserland           | Zaragoza, Pabellon Municipal Deportes              | Oefenwedstrijd                             |
| Zo 02.12.18 15:00 | Zwitserland         | 23 - 19 (11 - 8)  | Faeröer               | Siggenthal Station, GoEasy Arena                   | Wereldkampioenschap kwalificatie 2019      |
| Za 01.12.18 19:00 | Finland             | 10 - 21 (7 - 10)  | Zwitserland           | Siggenthal Station, GoEasy Arena                   | Wereldkampioenschap kwalificatie 2019      |
| Vr 30.11.18 19:00 | Zwitserland         | 21 - 20 (13 - 12) | Litouwen              | Siggenthal Station, GoEasy Arena                   | Wereldkampioenschap kwalificatie 2019      |
| Za 24.11.18 17:00 | Kroatië             | 25 - 18 (9 - 13)  | Zwitserland           | Cheb, Sportovní Hala TJ Lokomotiva                 | Oefenwedstrijd                             |
| Vr 23.11.18 17:00 | Slowakije           | 35 - 22 (18 - 11) | Zwitserland           | Cheb, Sportovní Hala TJ Lokomotiva                 | Oefenwedstrijd                             |
| Do 22.11.18 17:00 | Tsjechië            | 34 - 25 (19 - 11) | Zwitserland           | Cheb, Sportovní Hala TJ Lokomotiva                 | Oefenwedstrijd                             |
| Za 02.06.18 19:15 | Noorwegen           | 41 - 18 (16 - 6)  | Zwitserland           | Larvik, Boligmappa Arena                           | Europees kampioenschap kwalificatie 2018   |
| Wo 30.05.18 20:00 | Zwitserland         | 16 - 33 (8 - 13)  | Kroatië               | Sursee, Stadthalle                                 | Europees kampioenschap kwalificatie 2018   |
| Zo 25.03.18 19:00 | Oekraïne            | 21 - 22 (9 - 9)   | Zwitserland           | Kiev, the Palace of Sports                         | Europees kampioenschap kwalificatie 2018   |
| Wo 21.03.18 20:00 | Zwitserland         | 21 - 15 (9 - 7)   | Oekraïne              | Siggenthal Station, GoEasy Arena                   | Europees kampioenschap kwalificatie 2018   |
| Za 25.11.17 13:55 | Oostenrijk          | 24 - 22 (14 - 15) | Zwitserland           | Cheb, Sportovní Hala TJ Lokomotiva                 | Oefenwedstrijd                             |
| Vr 24.11.17 15:25 | Tsjechië            | 29 - 22 (17 - 10) | Zwitserland           | Cheb, Sportovní Hala TJ Lokomotiva                 | Oefenwedstrijd                             |
| Do 23.11.17 17:00 | Noorwegen           | 27 - 20 (15 - 11) | Zwitserland           | Cheb, Sportovní Hala TJ Lokomotiva                 | Oefenwedstrijd                             |
| Zo 01.10.17 17:00 | Zwitserland         | 12 - 29 (5 - 12)  | Noorwegen             | Olten, Kleinholz                                   | Europees kampioenschap kwalificatie 2018   |
| Wo 27.09.17 20:00 | Kroatië             | 32 - 28 (19 - 12) | Zwitserland           | Zagreb, Sutinska Vrela                             | Europees kampioenschap kwalificatie 2018   |
| Di 06.06.17 16:00 | Slowakije           | 25 - 23 (11 - 13) | Zwitserland           | Michalovce, sport hall luventa                     | Oefenwedstrijd                             |
| Zo 04.12.16 12:00 | Turkije             | 29 - 24 (15 - 13) | Zwitserland           | Minsk, Sport Palace Uruchje                        | Wereldkampioenschap kwalificatie 2017      |
| Za 03.12.16 15:00 | Wit-Rusland         | 35 - 27 (17 - 15) | Zwitserland           | Minsk, Sport Palace Uruchje                        | Wereldkampioenschap kwalificatie 2017      |
| Vr 02.12.16 15:00 | Zwitserland         | 36 - 21 (16 - 10) | Kosovo                | Minsk, Sport Palace Uruchje                        | Wereldkampioenschap kwalificatie 2017      |
| Zo 27.11.16 10:30 | Slovenië            | 36 - 29 (19 - 16) | Zwitserland           | Zreče, Sporthall                                   | Oefenwedstrijd                             |
| Za 26.11.16 17:30 | Slovenië            | 32 - 25 (16 - 11) | Zwitserland           | Zreče, Sporthall                                   | Oefenwedstrijd                             |
| Zo 26.06.16 20:00 | Brazilië            | 30 - 24 (14 - 13) | Zwitserland           | Rio de Janeiro, Arena do Futuro                    | Oefenwedstrijd                             |
| Zo 05.06.16 20:00 | Frankrijk           | 28 - 21 (15 - 8)  | Zwitserland           | Beauvais, Elispace                                 | Europees kampioenschap kwalificatie 2016   |
| Wo 01.06.16 19:00 | Zwitserland         | 23 - 25 (14 - 14) | Duitsland             | Sankt Gallen, Kreuzbleiche                         | Europees kampioenschap kwalificatie 2016   |
| Zo 13.03.16 16:30 | IJsland             | 20 - 19 (10 - 9)  | Zwitserland           | Hafnarfjörður, Ithrottamidstod Hauka               | Europees kampioenschap kwalificatie 2016   |
| Do 10.03.16 20:00 | Zwitserland         | 22 - 21 (9 - 10)  | IJsland               | Siggenthal Station, GoEasy Arena                   | Europees kampioenschap kwalificatie 2016   |
| Zo 29.11.15 11:00 | Oostenrijk          | 29 - 27 (16 - 11) | Zwitserland           | Graz, Sporthalle Bluebox                           | Oefenwedstrijd                             |
| Za 28.11.15 18:00 | Oostenrijk          | 32 - 28 (16 - 10) | Zwitserland           | Bärnbach, Sporthalle                               | Oefenwedstrijd                             |
| Zo 11.10.15 15:00 | Zwitserland         | 19 - 28 (10 - 15) | Frankrijk             | Birsfelden, Sporthalle                             | Europees kampioenschap kwalificatie 2016   |
| Wo 07.10.15 19:30 | Duitsland           | 29 - 18 (13 - 10) | Zwitserland           | Coburg, HUK-Coburg Arena                           | Europees kampioenschap kwalificatie 2016   |
| Za 21.03.15 18:00 | Zwitserland         | 24 - 28 (10 - 15) | IJsland               | Zofingen, BZZ                                      | Oefenwedstrijd                             |
| Vr 20.03.15 14:00 | Zwitserland         | 25 - 21 (12 - 16) | IJsland               | Visp, BFO Sand                                     | Oefenwedstrijd                             |
| Do 19.03.15 18:00 | Zwitserland         | 23 - 27 (11 - 12) | IJsland               | Visp, BFO Sand                                     | Oefenwedstrijd                             |
| Za 06.12.14 14:30 | Zwitserland         | 36 - 22 (16 - 11) | Griekenland           | Zürich, Saalsporthalle                             | Wereldkampioenschap kwalificatie 2015      |
| Do 04.12.14 20:15 | Zwitserland         | 23 - 24 (14 - 12) | Wit-Rusland           | Zürich, Saalsporthalle                             | Wereldkampioenschap kwalificatie 2015      |
| Wo 03.12.14 20:15 | Slovenië            | 27 - 21 (16 - 10) | Zwitserland           | Zürich, Saalsporthalle                             | Wereldkampioenschap kwalificatie 2015      |
| Za 11.10.14 16:00 | Zwitserland         | 24 - 28 (6 - 14)  | Nederland             | Mahdia, sporthall                                  | Oefenwedstrijd                             |
| Vr 10.10.14 16:00 | Spanje              | 33 - 23 (14 - 12) | Zwitserland           | Mahdia, sporthall                                  | Oefenwedstrijd                             |
| Do 09.10.14 18:00 | Tunesië             | 25 - 27 (14 - 16) | Zwitserland           | Mahdia, sporthall                                  | Oefenwedstrijd                             |
| Di 09.09.14 19:30 | Duitsland           | 32 - 22 (16 - 13) | Zwitserland           | Bietigheim-Bissingen, EgeTrans Arena               | Oefenwedstrijd                             |
| Zo 15.06.14 13:00 | Zweden              | 36 - 17 (18 - 6)  | Zwitserland           | Göteborg, Scandinavium                             | Europees kampioenschap kwalificatie 2014   |
| Do 12.06.14 20:00 | Zwitserland         | 20 - 23 (12 - 13) | Servië                | Stäfa, Frohberg                                    | Europees kampioenschap kwalificatie 2014   |
| Zo 30.03.14 17:30 | Slovenië            | 30 - 29 (15 - 16) | Zwitserland           | Ljubljana, Sportna dvorana Kodeljevo               | Europees kampioenschap kwalificatie 2014   |
| Do 27.03.14 20:00 | Zwitserland         | 22 - 24 (13 - 14) | Slovenië              | Stäfa, Frohberg                                    | Europees kampioenschap kwalificatie 2014   |
| Za 30.11.13 14:00 | IJsland             | 26 - 21 (14 - 10) | Zwitserland           | Seltjarnarnes, Íþróttahús                          | Oefenwedstrijd                             |
| Vr 29.11.13 18:00 | IJsland             | 27 - 26 (15 - 9)  | Zwitserland           | Seltjarnarnes, Íþróttahús                          | Oefenwedstrijd                             |
| Do 28.11.13 18:00 | IJsland             | 17 - 20 (7 - 12)  | Zwitserland           | Seltjarnarnes, Íþróttahús                          | Oefenwedstrijd                             |
| Zo 27.10.13 15:30 | Zwitserland         | 22 - 30 (11 - 13) | Zweden                | Zürich, Saalsporthalle                             | Europees kampioenschap kwalificatie 2014   |
| Wo 23.10.13 18:00 | Servië              | 32 - 21 (15 - 6)  | Zwitserland           | Vrnjačka Banja, Sportska Hala                      | Europees kampioenschap kwalificatie 2014   |
| Za 08.06.13 17:00 | Tunesië             | 22 - 19 (10 - 11) | Zwitserland           | Nabeul, Tazarka                                    | Oefenwedstrijd                             |
| Do 06.06.13 18:30 | Tunesië             | 24 - 31 (11 - 13) | Zwitserland           | Nabeul, Tazarka                                    | Oefenwedstrijd                             |
| Wo 05.06.13 18:30 | Tunesië             | 23 - 22 (13 - 11) | Zwitserland           | Nabeul, Tazarka                                    | Oefenwedstrijd                             |
| Za 23.03.13 10:30 | Zwitserland         | 17 - 27 (12 - 11) | Oostenrijk            | Cheb, Sportovní Hala TJ Lokomotiva                 | Oefenwedstrijd                             |
| Vr 22.03.13 17:00 | Tsjechië            | 32 - 19 (16 - 8)  | Zwitserland           | Cheb, Sportovní Hala TJ Lokomotiva                 | Oefenwedstrijd                             |
| Do 21.03.13 16:00 | Zwitserland         | 23 - 26 (9 - 12)  | Tunesië               | Cheb, Sportovní Hala TJ Lokomotiva                 | Oefenwedstrijd                             |
| Zo 02.12.12 18:00 | Slowakije           | 26 - 24 (14 - 10) | Zwitserland           | Partizánske, City sport hall                       | Wereldkampioenschap kwalificatie 2013      |
| Za 01.12.12 15:30 | Griekenland         | 23 - 35 (12 - 11) | Zwitserland           | Partizánske, City sport hall                       | Wereldkampioenschap kwalificatie 2013      |
| Vr 30.11.12 15:30 | Zwitserland         | 37 - 27 (17 - 15) | Finland               | Partizánske, City sport hall                       | Wereldkampioenschap kwalificatie 2013      |
| Vr 05.10.12 11:30 | Oostenrijk          | 28 - 25 (12 - 14) | Zwitserland           | Maria Enzersdorf, Bundesstadion Südstadt           | Oefenwedstrijd                             |
| Do 04.10.12 19:30 | Oostenrijk          | 27 - 23 (11 - 10) | Zwitserland           | Maria Enzersdorf, Bundesstadion Südstadt           | Oefenwedstrijd                             |
| Za 02.06.12 18:00 | Spanje              | 29 - 19 (15 - 8)  | Zwitserland           | Guadalajara, Polideportivo Municipal "Aguas Vivas" | Europees kampioenschap kwalificatie 2012   |
| Do 31.05.12 19:30 | Zwitserland         | 25 - 27 (14 - 15) | Oekraïne              | Kloten, Ruebisbach                                 | Europees kampioenschap kwalificatie 2012   |
| Zo 25.03.12 16:00 | IJsland             | 31 - 16 (15 - 9)  | Zwitserland           | Reykjavik, Vodafonehöllin                          | Europees kampioenschap kwalificatie 2012   |
| Do 22.03.12 19:30 | Zwitserland         | 19 - 26 (12 - 15) | IJsland               | Sankt Gallen Kreuzbleiche                          | Europees kampioenschap kwalificatie 2012   |
| Zo 23.10.11 17:00 | Zwitserland         | 20 - 29 (6 - 15)  | Spanje                | Thônex, Chênois Sous-Moulin                        | Europees kampioenschap kwalificatie 2012   |
| Wo 19.10.11 18:00 | Oekraïne            | 31 - 20 (16 - 10) | Zwitserland           | Zaporizja PS Yunost                                | Europees kampioenschap kwalificatie 2012   |
| Zo 05.06.11 17:30 | Zwitserland         | 28 - 35 (12 - 19) | Slowakije             | Herisau, Sportzentrum                              | Oefenwedstrijd                             |
| Za 04.06.11 17:30 | Zwitserland         | 28 - 29 (10 - 13) | Slowakije             | Herisau, Sportzentrum                              | Oefenwedstrijd                             |
| Za 23.04.11 16:00 | Zwitserland         | 24 - 33 (7 - 20)  | Oostenrijk            | Horw, Horwerhalle                                  | Oefenwedstrijd                             |
| Vr 22.04.11 17:00 | Zwitserland         | 24 - 30 (10 - 11) | Oostenrijk            | Altdorf, Feldli                                    | Oefenwedstrijd                             |
| Zo 05.12.10 16:00 | Noord-Macedonië     | 37 - 26 (20 - 13) | Zwitserland           | Drama, Krachtidi Sport Hall                        | Wereldkampioenschap kwalificatie 2011      |
| Za 04.12.10 21:00 | Griekenland         | 20 - 31 (9 - 16)  | Zwitserland           | Drama, Krachtidi Sport Hall                        | Wereldkampioenschap kwalificatie 2011      |
| Vr 03.12.10 18:30 | Zwitserland         | 29 - 29 (13 - 11) | Azerbeidzjan          | Drama, Krachtidi Sport Hall                        | Wereldkampioenschap kwalificatie 2011      |
| Za 25.09.10 19:00 | Zwitserland         | 17 - 26 (9 - 13)  | Portugal              | Liverpool, Echo Arena                              | Oefenwedstrijd                             |
| Vr 24.09.10 18:30 | Verenigd Koninkrijk | 18 - 20 (9 - 10)  | Zwitserland           | Liverpool, Echo Arena                              | Oefenwedstrijd                             |
| Do 23.09.10 14:30 | Zwitserland         | 32 - 26 (13 - 12) | Italië                | Liverpool, Echo Arena                              | Oefenwedstrijd                             |
| Za 29.05.10 11:00 | Roemenië            | 37 - 26 (18 - 11) | Zwitserland           | Târgu Mureș                                        | Europees kampioenschap kwalificatie 2010   |
| Wo 26.05.10 19:30 | Zwitserland         | 24 - 33 (14 - 14) | Oekraïne              | Herzogenbuchsee, Mittelholz                        | Europees kampioenschap kwalificatie 2010   |
| Za 03.04.10 17:00 | Portugal            | 17 - 27 (12 - 13) | Zwitserland           | Moimenta da Beira, Pavilhão Municipal              | Europees kampioenschap kwalificatie 2010   |
| Wo 31.03.10 20:00 | Zwitserland         | 28 - 25 (14 - 14) | Portugal              | Wettingen, Tägerhard                               | Europees kampioenschap kwalificatie 2010   |
| Zo 29.11.09 20:00 | Zwitserland         | 29 - 29 (10 - 11) | Ivoorkust             | Großbottwar, Wunnensteinhalle                      | Oefenwedstrijd                             |
| Za 17.10.09 15:45 | Zwitserland         | 18 - 39 (7 - 20)  | Roemenië              | Zürich, Saalsporthalle                             | Europees kampioenschap kwalificatie 2010   |
| Wo 14.10.09 18:00 | Oekraïne            | 33 - 20 (19 - 6)  | Zwitserland           | Zaporizja, PS Yunost                               | Europees kampioenschap kwalificatie 2010   |
| Di 22.09.09 20:00 | Slovenië            | 33 - 26 (17 - 11) | Zwitserland           | Ormož, Hardek Sports Hall                          | Oefenwedstrijd                             |
| Ma 21.09.09 20:00 | Slovenië            | 35 - 32 (16 - 18) | Zwitserland           | Ormož, Hardek Sports Hall                          | Oefenwedstrijd                             |
| Wo 20.05.09 18:00 | IJsland             | 32 - 26 (13 - 12) | Zwitserland           | Reykjavik, Framhus                                 | Oefenwedstrijd                             |
| Di 19.05.09 19:30 | IJsland             | 31 - 29 (14 - 11) | Zwitserland           | Reykjavik, Framhus                                 | Oefenwedstrijd                             |
| Ma 18.05.09 19:30 | IJsland             | 33 - 31 (16 - 14) | Zwitserland           | Reykjavik, Framhus                                 | Oefenwedstrijd                             |
| Zo 25.01.09 16:00 | Zwitserland         | 29 - 32 (13 - 19) | Slovenië              | Zug, Sporthalle                                    | master cup                                 |
| Za 24.01.09 19:30 | Zwitserland         | 22 - 29 (11 - 11) | Slovenië              | Zug, Sporthalle                                    | master cup                                 |
| Vr 23.01.09 20:45 | Zwitserland         | 32 - 33 (12 - 19) | Slovenië              | Luzern, Maihof                                     | master cup                                 |
| Zo 30.11.08 17:30 | Letland             | 20 - 28 (6 - 12)  | Zwitserland           | Dąbrowa Górnicza                                   | Wereldkampioenschap kwalificatie 2009      |
| Vr 28.11.08 20:00 | Zwitserland         | 26 - 34 (17 - 16) | Polen                 | Dąbrowa Górnicza                                   | Wereldkampioenschap kwalificatie 2009      |
| Do 27.11.08 20:00 | Zwitserland         | 30 - 41 (14 - 20) | IJsland               | Dąbrowa Górnicza                                   | Wereldkampioenschap kwalificatie 2009      |
| Di 25.11.08 17:30 | Slowakije           | 33 - 27 (17 - 11) | Zwitserland           | Dąbrowa Górnicza                                   | Wereldkampioenschap kwalificatie 2009      |
| Zo 20.01.08 11:45 | Zwitserland         | 27 - 27 (18 - 13) | Montenegro            | Zug, Sporthalle                                    | master cup                                 |
| Za 19.01.08 20:30 | Zwitserland         | 21 - 31 (12 - 15) | Montenegro            | Zug, Sporthalle                                    | master cup                                 |
| Vr 18.01.08 20:00 | Zwitserland         | 20 - 35 (10 - 17) | Montenegro            | Luzern, Maihof                                     | master cup                                 |
| Za 01.12.07 16:00 | Zwitserland         | 26 - 28 (15 - 11) | Portugal              | Michalovce, sport hall luventa                     | Europees kampioenschap kwalificatie 2008   |
| Vr 30.11.07 16:00 | Azerbeidzjan        | 21 - 24 (11 - 14) | Zwitserland           | Michalovce, sport hall luventa                     | Europees kampioenschap kwalificatie 2008   |
| Wo 28.11.07 18:00 | Zwitserland         | 26 - 34 (12 - 16) | Montenegro            | Michalovce, sport hall luventa                     | Europees kampioenschap kwalificatie 2008   |
| Di 27.11.07 18:00 | Slowakije           | 30 - 16 (15 - 7)  | Zwitserland           | Michalovce, sport hall luventa                     | Europees kampioenschap kwalificatie 2008   |
| Zo 17.06.07 11:45 | Zwitserland         | 18 - 29 (9 - 15)  | Japan                 | Sursee, Stadthalle                                 | Oefenwedstrijd                             |
| Za 12.05.07 14:00 | Montenegro          | 34 - 23 (17 - 12) | Zwitserland           | Kemer                                              | Oefenwedstrijd                             |
| Vr 11.05.07 16:00 | Zwitserland         | 34 - 24 (19 - 9)  | Turkije               | Kemer                                              | Oefenwedstrijd                             |
| Vr 11.05.07 10:00 | Turkije             | 34 - 28 (19 - 14) | Zwitserland           | Kemer                                              | Oefenwedstrijd                             |
| Do 10.05.07 20:00 | Azerbeidzjan        | 27 - 25 (15 - 15) | Zwitserland           | Kemer                                              | Oefenwedstrijd                             |
| Do 10.05.07 12:00 | Oekraïne            | 36 - 26 (17 - 10) | Zwitserland           | Kemer                                              | Oefenwedstrijd                             |
| Zo 21.01.07 13:15 | Oostenrijk          | 22 - 29 (7 - 15)  | Zwitserland           | Zug, Sporthalle                                    | master cup                                 |
| Za 20.01.07 18:30 | Zwitserland         | 30 - 19 (14 - 8)  | Oostenrijk            | Zug, Sporthalle                                    | master cup                                 |
| Zo 03.12.06 12:00 | Slowakije           | 30 - 19 (11 - 7)  | Zwitserland           | Mahiljow, Olimpiets                                | Wereldkampioenschap kwalificatie 2007      |
| Vr 01.12.06 17:00 | Zwitserland         | 34 - 16 (18 - 10) | Letland               | Mahiljow, Olimpiets                                | Wereldkampioenschap kwalificatie 2007      |
| Wo 29.11.06 17:00 | Litouwen            | 27 - 20 (12 - 12) | Zwitserland           | Mahiljow, Olimpiets                                | Wereldkampioenschap kwalificatie 2007      |
| Di 28.11.06 19:00 | Wit-Rusland         | 27 - 21 (14 - 8)  | Zwitserland           | Mahiljow, Olimpiets                                | Wereldkampioenschap kwalificatie 2007      |
| Za 18.11.06 18:00 | Turkije             | 33 - 30 (20 - 15) | Zwitserland           | Antalya                                            | Oefenwedstrijd                             |
| Vr 17.11.06 18:00 | Turkije             | 34 - 28 (19 - 11) | Zwitserland           | Antalya                                            | Oefenwedstrijd                             |
| Zo 11.06.06 13:00 | Duitsland           | 38 - 20 (20 - 9)  | Zwitserland           | Offenburg, Baden-Arena                             | Oefenwedstrijd                             |
| Za 10.06.06 17:00 | Duitsland           | 34 - 23 (17 - 13) | Zwitserland           | Weil im Schönbuch                                  | Oefenwedstrijd                             |
| Do 11.05.06 16:00 | Italië              | 24 - 25 (13 - 12) | Zwitserland           | Antalya, D. Sabanici                               | Oefenwedstrijd                             |
| Do 11.05.06 13:00 | Wit-Rusland         | 29 - 32 (12 - 14) | Zwitserland           | Antalya, D. Sabanici                               | Oefenwedstrijd                             |
| Wo 10.05.06 16:30 | Zwitserland         | 36 - 7 (21 - 4)   | Kosovo                | Antalya, D. Sabanici                               | Oefenwedstrijd                             |
| Wo 10.05.06 09:30 | Zwitserland         | 27 - 35 (15 - 19) | Turkije               | Antalya, D. Sabanici                               | Oefenwedstrijd                             |
| Di 09.05.06 16:00 | Zweden              | 31 - 20 (16 - 8)  | Zwitserland           | Antalya, D. Sabanici                               | Oefenwedstrijd                             |
| Za 08.04.06 11:00 | Zwitserland         | 27 - 20 (15 - 9)  | Frankrijk             | Jičín, Sporthall                                   | Oefenwedstrijd                             |
| Vr 07.04.06 11:00 | Polen               | 46 - 20 (24 - 13) | Zwitserland           | Jičín, Sporthall                                   | Oefenwedstrijd                             |
| Do 06.04.06 17:15 | Zwitserland         | 26 - 21 (17 - 10) | Oostenrijk            | Jičín, Sporthall                                   | Oefenwedstrijd                             |
| Wo 05.04.06 19:00 | Tsjechië            | 24 - 25 (7 - 15)  | Zwitserland           | Jičín, Sporthall                                   | Oefenwedstrijd                             |
| Zo 27.11.05 17:00 | Turkije             | 39 - 29 (18 - 13) | Zwitserland           | Mezzocorona, Palasport                             | Europees kampioenschap kwalificatie 2006   |
| Za 26.11.05 19:00 | Zwitserland         | 31 - 30 (15 - 14) | Italië                | Mezzocorona, Palasport                             | Europees kampioenschap kwalificatie 2006   |
| Vr 25.11.05 19:45 | Zwitserland         | 22 - 25 (12 - 10) | IJsland               | Mezzocorona, Palasport                             | Europees kampioenschap kwalificatie 2006   |
| Wo 23.11.05 15:00 | Bulgarije           | 30 - 26 (18 - 14) | Zwitserland           | Mezzocorona, Palasport                             | Europees kampioenschap kwalificatie 2006   |
| Di 22.11.05 17:00 | Zwitserland         | 29 - 12 (14 - 3)  | België                | Mezzocorona, Palasport                             | Europees kampioenschap kwalificatie 2006   |
| Zo 30.10.05 15:00 | Oostenrijk          | 27 - 24 (15 - 12) | Zwitserland           | Maria Enzersdorf, Bundesstadion Südstadt           | Oefenwedstrijd                             |
| Za 29.10.05 14:00 | Zwitserland         | 26 - 35 (14 - 18) | Duitsland             | Maria Enzersdorf, Bundesstadion Südstadt           | Oefenwedstrijd                             |
| Vr 28.10.05 15:00 | Zwitserland         | 19 - 30 (11 - 16) | Noord-Macedonië       | Maria Enzersdorf, Bundesstadion Südstadt           | Oefenwedstrijd                             |
| Zo 28.11.04 16:00 | Zwitserland         | 29 - 33 (14 - 17) | Griekenland           | Bakoe, Idman sarai                                 | Wereldkampioenschap kwalificatie 2005      |
| Za 27.11.04 16:00 | Portugal            | 31 - 19 (20 - 8)  | Zwitserland           | Bakoe, Idman sarai                                 | Wereldkampioenschap kwalificatie 2005      |
| Vr 26.11.04 18:00 | Azerbeidzjan        | 26 - 17 (14 - 9)  | Zwitserland           | Bakoe, Idman sarai                                 | Wereldkampioenschap kwalificatie 2017      |
| Wo 24.11.04 16:00 | Zwitserland         | 24 - 33 (9 - 17)  | Bulgarije             | Bakoe, Idman sarai                                 | Wereldkampioenschap kwalificatie 2005      |
| Di 23.11.04 16:00 | Italië              | 21 - 29 (10 - 16) | Zwitserland           | Bakoe, Idman sarai                                 | Wereldkampioenschap kwalificatie 2005      |
| Zo 06.06.04 16:00 | Zweden              | 32 - 22 (15 - 9)  | Zwitserland           | Göteborg, Scandinavium                             | Europees kampioenschap kwalificatie 2004   |
| Vr 28.05.04 19:30 | Zwitserland         | 23 - 23 (13 - 10) | Zweden                | Herisau, Sportzentrum                              | Europees kampioenschap kwalificatie 2004   |
| Zo 23.05.04 10:30 | Slowakije           | 32 - 24 (12 - 9)  | Zwitserland           | Púchov, Matator                                    | Oefenwedstrijd                             |
| Za 22.05.04 18:00 | Slowakije           | 37 - 26 (18 - 12) | Zwitserland           | Banská Bystrica                                    | Oefenwedstrijd                             |
| Zo 23.11.03 15:00 | Zwitserland         | 21 - 25 (12 - 13) | Bulgarije             | Gabrovo, Orlovets                                  | Europees kampioenschap kwalificatie 2004   |
| Za 22.11.03 15:00 | Griekenland         | 26 - 30 (10 - 14) | Zwitserland           | Gabrovo, Orlovets                                  | Europees kampioenschap kwalificatie 2004   |
| Vr 21.11.03 15:00 | Zwitserland         | 33 - 35 (16 - 20) | Azerbeidzjan          | Gabrovo, Orlovets                                  | Europees kampioenschap kwalificatie 2004   |
| Zo 16.11.03 10:00 | Zwitserland         | 40 - 22 (16 - 12) | Finland               | Appenzell, Wühre                                   | Oefenwedstrijd                             |
| Za 15.11.03 20:00 | Zwitserland         | 40 - 19 (18 - 7)  | Finland               | Appenzell, Wühre                                   | Oefenwedstrijd                             |
| Zo 02.11.03 11:30 | Zwitserland         | 29 - 29 (13 - 15) | Tsjechië              | Sankt Gallen Kreuzbleiche                          | Oefenwedstrijd                             |
| Vr 31.10.03 15:00 | Zwitserland         | 23 - 32 (14 - 14) | Tsjechië              | Sankt Gallen Kreuzbleiche                          | Oefenwedstrijd                             |
| Zo 08.12.02 16:00 | Griekenland         | 23 - 23 (10 - 14) | Zwitserland           | Arta, EAK                                          | Wereldkampioenschap kwalificatie 2003      |
| Do 05.12.02 20:00 | Zwitserland         | 36 - 23 (18 - 11) | Griekenland           | Kreuzlingen, Egelsee                               | Wereldkampioenschap kwalificatie 2003      |
| Zo 01.12.02 16:00 | Bulgarije           | 27 - 19 (15 - 8)  | Zwitserland           | Gabrovo, Orlovets                                  | Wereldkampioenschap kwalificatie 2003      |
| Do 28.11.02 20:00 | Zwitserland         | 25 - 19 (13 - 8)  | Bulgarije             | Uster, Buchholz                                    | Wereldkampioenschap kwalificatie 2003      |
| Zo 24.11.02 14:30 | Zwitserland         | 20 - 31 (11 - 16) | Polen                 | Thun, Lachen                                       | Wereldkampioenschap kwalificatie 2003      |
| Za 23.11.02 14:30 | Polen               | 30 - 23 (13 - 9)  | Zwitserland           | Thun, Lachen                                       | Wereldkampioenschap kwalificatie 2003      |
| Zo 26.05.02 15:30 | Duitsland           | 30 - 17 (15 - 12) | Zwitserland           | Herzogenbuchsee, Mittelholz                        | Oefenwedstrijd                             |
| Za 25.05.02 20:00 | Zwitserland         | 23 - 23 (12 - 12) | Frankrijk             | Herzogenbuchsee, Mittelholz                        | Oefenwedstrijd                             |
| Do 23.05.02 17:00 | Zwitserland         | 29 - 34 (14 - 15) | Nederland             | Nottwil, SPZ                                       | Oefenwedstrijd                             |
| Zo 02.12.01 14:00 | Litouwen            | 31 - 14 (14 - 7)  | Zwitserland           | Vilnius, Siemens Arena                             | Europees kampioenschap kwalificatie 2002   |
| Zo 25.11.01 17:30 | Zwitserland         | 27 - 28 (10 - 14) | Litouwen              | Uster, Buchholz                                    | Europees kampioenschap kwalificatie 2002   |
| Zo 18.11.01 18:00 | Italië              | 29 - 25 (14 - 14) | Zwitserland           | Dossobuono                                         | Oefenwedstrijd                             |
| Za 17.11.01 18:00 | Portugal            | 24 - 30 (11 - 16) | Zwitserland           | Dossobuono                                         | Oefenwedstrijd                             |
| Zo 11.11.01 11:00 | Zwitserland         | 33 - 23 (17 - 13) | België                | Magglingen, Sport-Toto 1                           | Oefenwedstrijd                             |
| Za 10.11.01 17:30 | Zwitserland         | 23 - 24 (14 - 10) | België                | Magglingen, Sport-Toto 1                           | Oefenwedstrijd                             |
| Vr 09.11.01 20:00 | Zwitserland         | 31 - 28 (15 - 13) | België                | Magglingen, Sport-Toto 1                           | Oefenwedstrijd                             |
| Za 26.05.01 10:15 | Zwitserland         | 29 - 28 (12 - 12) | Denemarken            | Antwerpen, Rode Loup                               | Oefenwedstrijd                             |
| Vr 25.05.01 11:00 | Zwitserland         | 26 - 24 (10 - 9)  | Nederland             | Antwerpen, Rode Loup                               | Oefenwedstrijd                             |
| Do 17.05.01 09:30 | Zwitserland         | 22 - 14 (11 - 8)  | België                | Antwerpen, Rode Loup                               | Oefenwedstrijd                             |
| Za 18.11.00 20:00 | Zwitserland         | 22 - 22 (8 - 13)  | IJsland               | Uster, Buchholz                                    | Oefenwedstrijd                             |
| Vr 17.11.00 20:00 | Zwitserland         | 27 - 21 (10 - 12) | IJsland               | Nottwil, SPZ                                       | Oefenwedstrijd                             |
| Zo 02.07.00 11:30 | Zwitserland         | 26 - 29 (16 - 16) | België                | Clermont-Ferrand, Maison des Sports                | Wereldkampioenschap kwalificatie 2001      |
| Za 01.07.00 18:00 | Zwitserland         | 34 - 25 (12 - 12) | Duitsland             | Chamalières, Gym Le Colombier                      | Wereldkampioenschap kwalificatie 2001      |
| Vr 30.06.00 18:00 | Roemenië            | 31 - 22 (16 - 11) | Zwitserland           | Clermont-Ferrand, Maison des Sports                | Wereldkampioenschap kwalificatie 2001      |
| Di 27.06.00 17:30 | Frankrijk           | 21 - 27 (11 - 11) | Zwitserland           | Clermont-Ferrand, Maison des Sports                | Wereldkampioenschap kwalificatie 2001      |
| Ma 26.06.00 17:30 | Slowakije           | 26 - 23 (12 - 11) | Zwitserland           | Clermont-Ferrand, Maison des Sports                | Wereldkampioenschap kwalificatie 2001      |
| Di 16.11.99 19:00 | Bulgarije           | 25 - 24 (12 - 15) | Zwitserland           | Sankt Gallen Kreuzbleiche                          | Europees kampioenschap kwalificatie 2000   |
| Zo 14.11.99 18:00 | Zwitserland         | 20 - 22 (12 - 10) | Bulgarije             | Wil, Lindenhof                                     | Europees kampioenschap kwalificatie 2000   |
| Zo 27.06.99 09:00 | Zwitserland         | 26 - 25 (15 - 13) | Griekenland           | Beja, Pav. Mun.                                    | Oefenwedstrijd                             |
| Za 26.06.99 17:30 | Zwitserland         | 25 - 15 (13 - 9)  | IJsland               | Beja, Pav. Mun.                                    | Oefenwedstrijd                             |
| Vr 25.06.99 20:00 | Portugal            | 27 - 22 (17 - 11) | Zwitserland           | Mértola, Pav. Mun.                                 | Oefenwedstrijd                             |
| Zo 21.02.99 12:00 | Nederland           | 33 - 14 (19 - 7)  | Zwitserland           | Den Helder, Sporthal Sportlaan                     | Oefenwedstrijd                             |
| Za 20.02.99 20:00 | Nederland           | 36 - 26 (20 - 11) | Zwitserland           | Den Helder, Sporthal Sportlaan                     | Oefenwedstrijd                             |
| Zo 29.11.98 14:15 | Zwitserland         | 20 - 20 (12 - 7)  | Portugal              | Sursee, Stadthalle                                 | Oefenwedstrijd                             |
| Za 28.11.98 19:30 | Zwitserland         | 22 - 21 (14 - 11) | Portugal              | Frick, Ebnet                                       | Oefenwedstrijd                             |
| Vr 27.11.98 19:30 | Zwitserland         | 24 - 23 (13 - 9)  | Portugal              | Frick, Ebnet                                       | Oefenwedstrijd                             |
| Zo 30.11.97 17:00 | Zwitserland         | 24 - 23 (10 - 11) | Brazilië              | Obersiggenthal, SPH                                | Oefenwedstrijd                             |
| Za 29.11.97 19:00 | Zwitserland         | 31 - 24 (14 - 9)  | Brazilië              | Sursee, Stadthalle                                 | Oefenwedstrijd                             |
| Zo 26.10.97 13:30 | Frankrijk           | 32 - 21 (15 - 12) | Zwitserland           | Schiedam, Margriethal                              | Oefenwedstrijd                             |
| Za 25.10.97 21:30 | Wit-Rusland         | 35 - 24 (20 - 9)  | Zwitserland           | Schiedam, Margriethal                              | Oefenwedstrijd                             |
| Vr 24.10.97 20:00 | Nederland           | 22 - 15 (12 - 6)  | Zwitserland           | Schiedam, Margriethal                              | Oefenwedstrijd                             |
| Do 23.10.97 18:15 | Zwitserland         | 25 - 35 (13 - 19) | Slowakije             | Schiedam, Margriethal                              | Oefenwedstrijd                             |
| Wo 22.10.97 21:30 | Zwitserland         | 26 - 38 (13 - 19) | Oekraïne              | Schiedam, Margriethal                              | Oefenwedstrijd                             |
| Za 15.03.97 16:30 | IJsland             | 21 - 18 (12 - 11) | Zwitserland           | Seltjarnarnes, Íþróttahús                          | Wereldkampioenschap kwalificatie 1997      |
| Wo 12.03.97 19:00 | Zwitserland         | 30 - 23 (15 - 11) | IJsland               | Gossau, Buechenwald                                | Wereldkampioenschap kwalificatie 1997      |
| Zo 02.02.97 16:00 | Zwitserland         | 19 - 20 (11 - 10) | Kroatië               | Luzern, Maihof                                     | Wereldkampioenschap kwalificatie 1997      |
| Vr 31.01.97 18:30 | Kroatië             | 27 - 16 (14 - 10) | Zwitserland           | Virovitica                                         | Wereldkampioenschap kwalificatie 1997      |
| Zo 05.01.97 12:00 | Spanje              | 19 - 20 (8 - 10)  | Zwitserland           | Aranda De Duero Pol, "Principe de Asturias"        | Oefenwedstrijd                             |
| Za 04.01.97 12:00 | Spanje              | 20 - 18 (12 - 10) | Zwitserland           | Aranda De Duero Pol, "Principe de Asturias"        | Oefenwedstrijd                             |
| Zo 27.10.96 11:30 | Zwitserland         | 29 - 22 (16 - 10) | Turkije               | Schiedam, Margriethal                              | Oefenwedstrijd                             |
| Za 26.10.96 18:00 | Zwitserland         | 19 - 25 (11 - 13) | Oostenrijk            | Schiedam, Margriethal                              | Oefenwedstrijd                             |
| Vr 25.10.96 20:00 | Nederland           | 22 - 14 (10 - 6)  | Zwitserland           | Schiedam, Margriethal                              | Oefenwedstrijd                             |
| Do 24.10.96       | Wit-Rusland         | 23 - 24 (13 - 9)  | Zwitserland           | Schiedam, Margriethal                              | Oefenwedstrijd                             |
| Wo 23.10.96 21:30 | China               | 14 - 20 (7 - 12)  | Zwitserland           | Schiedam, Margriethal                              | Oefenwedstrijd                             |
| Do 18.07.96 15:00 | Portugal            | 21 - 23 (10 - 9)  | Zwitserland           | Batalha, Municipal                                 | Oefenwedstrijd                             |
| Za 13.07.96 19:45 | Angola              | 25 - 14 (13 - 7)  | Zwitserland           | Batalha, Municipal                                 | Oefenwedstrijd                             |
| Vr 12.07.96 19:45 | Angola              | 23 - 22 (11 - 11) | Zwitserland           | Batalha, Municipal                                 | Oefenwedstrijd                             |
| Vr 12.07.96 12:15 | Zwitserland         | 15 - 14 (6 - 4)   | Portugal              | Batalha, Municipal                                 | Oefenwedstrijd                             |
| Zo 17.12.95 16:00 | Zwitserland         | 21 - 18 (11 - 11) | Nederland             | Thalwil, Sonnenberg                                | Europees kampioenschap kwalificatie 1996   |
| Wo 13.12.95 18:45 | Nederland           | 23 - 18 (9 - 8)   | Zwitserland           | Beverwijk                                          | Europees kampioenschap kwalificatie 1996   |
| Zo 29.10.95 16:00 | Italië              | 17 - 15 (7 - 7)   | Zwitserland           | Biella, Palazzetto dello Sport                     | Europees kampioenschap kwalificatie 1996   |
| Wo 25.10.95 20:00 | Zwitserland         | 19 - 16 (10 - 8)  | Italië                | Luzern, Maihof                                     | Europees kampioenschap kwalificatie 1996   |
| Za 16.09.95 19:00 | Slovenië            | 32 - 24 (18 - 11) | Zwitserland           | Spodnje Škofije                                    | Oefenwedstrijd                             |
| Vr 15.09.95 19:00 | Slovenië            | 28 - 22 (13 - 9)  | Zwitserland           | Izola, rokometna dvorana                           | Oefenwedstrijd                             |
| Zo 09.07.95 16:45 | Zwitserland         | 17 - 19 (8 - 7)   | Italië                | Batalha, Municipal                                 | Oefenwedstrijd                             |
| Za 08.07.95 20:15 | Nederland           | 12 - 20 (9 - 9)   | Zwitserland           | Batalha, Municipal                                 | Oefenwedstrijd                             |
| Vr 07.07.95 18:30 | Spanje              | 22 - 26 (10 - 12) | Zwitserland           | Batalha, Municipal                                 | Oefenwedstrijd                             |
| Do 06.07.95 18:30 | Zwitserland         | 20 - 15 (9 - 8)   | Griekenland           | Batalha, Municipal                                 | Oefenwedstrijd                             |
| Wo 05.07.95 18:30 | Portugal            | 24 - 26 (14 - 12) | Zwitserland           | Batalha, Municipal                                 | Oefenwedstrijd                             |
| Zo 05.03.95 13:00 | Zwitserland         | 20 - 14 (10 - 8)  | Italië                | Aarau, Schachen                                    | Oefenwedstrijd                             |
| Za 04.03.95 16:00 | Zwitserland         | 22 - 19 (11 - 10) | Italië                | Bazel, Pfaffenholz                                 | Oefenwedstrijd                             |
| Zo 27.11.94 14:15 | Zwitserland         | 14 - 17 (8 - 8)   | Polen                 | Thun, Lachen                                       | Oefenwedstrijd                             |
| Za 26.11.94 20:45 | Slovenië            | 25 - 19 (11 - 8)  | Zwitserland           | Zürich, Fronwald                                   | Oefenwedstrijd                             |
| Vr 25.11.94 20:30 | Zwitserland         | 18 - 15 (10 - 9)  | Nederland             | Bazenheid, Ifang                                   | Oefenwedstrijd                             |
| Za 18.06.94 19:00 | Italië              | 23 - 17 (11 - 6)  | Zwitserland           | Ennia, Palasport                                   | Oefenwedstrijd                             |
| Zo 29.05.94 16:30 | Zwitserland         | 17 - 31 (11 - 15) | Duitsland             | Herisau, Sportzentrum                              | Oefenwedstrijd                             |
| Za 28.05.94 16:00 | Zwitserland         | 19 - 32 (6 - 18)  | Duitsland             | Bazel, St. Jakob Spielhalle                        | Oefenwedstrijd                             |
| Zo 06.03.94 12:15 | Zwitserland         | 23 - 23 (14 - 9)  | Slowakije             | Zürich, Saalsporthalle                             | Oefenwedstrijd                             |
| Za 05.03.94 17:30 | Zwitserland         | 18 - 24 (7 - 12)  | Slowakije             | Aarau, Schachen                                    | Oefenwedstrijd                             |
| Vr 04.03.94 20:30 | Zwitserland         | 28 - 22           | Slowakije             | Sankt Gallen Kreuzbleiche                          | Oefenwedstrijd                             |
| Vr 19.11.93 15:00 | Zwitserland         | 21 - 21 (12 - 10) | Wit-Rusland           | Győr                                               | Oefenwedstrijd                             |
| Do 18.11.93 11:30 | Zwitserland         | 22 - 28 (10 - 11) | China                 | Győr                                               | Oefenwedstrijd                             |
| Wo 17.11.93 18:00 | Zwitserland         | 22 - 29 (9 - 17)  | Hongarije             | Győr                                               | Oefenwedstrijd                             |
| Za 23.10.93 16:00 | Zweden              | 19 - 16 (10 - 7)  | Zwitserland           | Sävsjö                                             | Europees kampioenschap kwalificatie 1994   |
| Zo 02.05.93 16:00 | Zwitserland         | 20 - 27 (12 - 10) | Zweden                | Sankt Gallen, Kreuzbleiche                         | Europees kampioenschap kwalificatie 1994   |
| Do 29.04.93 20:00 | Zwitserland         | 25 - 28 (8 - 15)  | Roemenië              | Thalwil, Sonnenberg                                | Europees kampioenschap kwalificatie 1994   |
| Za 06.03.93 11:00 | Roemenië            | 28 - 18 (14 - 9)  | Zwitserland           | Pitești                                            | Europees kampioenschap kwalificatie 1994   |
| Zo 07.02.93 17:00 | Zwitserland         | 38 - 13 (14 - 6)  | Georgië               | Sankt Gallen, Kreuzbleiche                         | Europees kampioenschap kwalificatie 1994   |
| Za 06.02.93 16:00 | Zwitserland         | 28 - 14 (12 - 7)  | Georgië               | Nottwil, SPZ                                       | Europees kampioenschap kwalificatie 1994   |
| Zo 20.12.92 14:00 | Zwitserland         | 28 - 18 (16 - 6)  | Portugal              | Sursee, Stadthalle                                 | Oefenwedstrijd                             |
| Za 19.12.92 15:00 | Zwitserland         | 28 - 16 (14 - 4)  | Portugal              | Thun, Lachen                                       | Oefenwedstrijd                             |
| Zo 01.11.92 13:00 | Zwitserland         | 25 - 17 (12 - 9)  | IJsland               | Emmen, Rossmoos                                    | Oefenwedstrijd                             |
| Za 31.10.92 20:00 | Litouwen            | 20 - 21 (11 - 8)  | Zwitserland           | Buchs, bzb                                         | Oefenwedstrijd                             |
| Vr 30.10.92 19:00 | Zwitserland         | 14 - 22 (5 - 10)  | Tsjecho-Slowakije     | Rorschach, Seminar                                 | Oefenwedstrijd                             |
| Za 04.04.92 16:00 | Zwitserland         | 16 - 17 (8 - 8)   | Portugal              | Fondi, Palazzetto Sport                            | Oefenwedstrijd                             |
| Vr 03.04.92 16:00 | Slovenië            | 23 - 12 (13 - 7)  | Zwitserland           | Fondi, Palazzetto Sport                            | Oefenwedstrijd                             |
| Do 02.04.92 17:30 | Italië              | 20 - 21 (11 - 12) | Zwitserland           | Fondi, Palazzetto Sport                            | Oefenwedstrijd                             |
| Zo 01.12.91 12:30 | Zwitserland         | 13 - 16 (7 - 6)   | Tsjecho-Slowakije     | Einsiedeln, Brühl                                  | Oefenwedstrijd                             |
| Za 30.11.91 17:30 | Duitsland           | 26 - 15 (13 - 6)  | Zwitserland           | Zürich, Saalsporthalle                             | Oefenwedstrijd                             |
| Vr 29.11.91 20:45 | Zwitserland         | 16 - 21 (8 - 8)   | Frankrijk             | Herisau, Sportzentrum                              | Oefenwedstrijd                             |
| Do 28.11.91 18:30 | Zwitserland         | 11 - 15 (6 - 7)   | Duitsland             | Dagmersellen, Chrüzmatt                            | Oefenwedstrijd                             |
| Vr 22.03.91 19:00 | Finland             | 15 - 19 (7 - 10)  | Zwitserland           | Mortara, Palasport                                 | Wereldkampioenschap handbal vrouwen C 1991 |
| Do 21.03.91 17:00 | Zwitserland         | 16 - 21 (7 - 7)   | Spanje                | Mortara, Palasport                                 | Wereldkampioenschap handbal vrouwen C 1991 |
| Wo 20.03.91 17:00 | Hongarije           | 26 - 15 (17 - 8)  | Zwitserland           | Mortara, Palasport                                 | Wereldkampioenschap handbal vrouwen C 1991 |
| Ma 18.03.91 17:00 | Tsjecho-Slowakije   | 18 - 11 (8 - 7)   | Zwitserland           | Mortara, Palasport                                 | Wereldkampioenschap handbal vrouwen C 1991 |
| Zo 17.03.91 17:00 | Zwitserland         | 30 - 22 (16 - 9)  | Griekenland           | Mortara, Palasport                                 | Wereldkampioenschap handbal vrouwen C 1991 |
| Vr 15.03.91 17:00 | Turkije             | 16 - 22 (9 - 9)   | Zwitserland           | Mortara, Palasport                                 | Wereldkampioenschap handbal vrouwen C 1991 |
| Do 14.03.91 17:00 | Zwitserland         | 31 - 15 (10 - 9)  | Israël                | Mortara, Palasport                                 | Wereldkampioenschap handbal vrouwen C 1991 |
| Zo 10.03.91 15:00 | Spanje              | 19 - 16 (9 - 7)   | Zwitserland           | Banyuls-sur-Mer, Gymnase Municupal                 | Oefenwedstrijd                             |
| Za 09.03.91 20:30 | Zwitserland         | 17 - 24 (9 - 10)  | Frankrijk             | Banyuls-sur-Mer, Gymnase Municupal                 | Oefenwedstrijd                             |
| Vr 08.03.91 18:40 | Roemenië            | 28 - 18 (12 - 7)  | Zwitserland           | Banyuls-sur-Mer, Gymnase Municupal                 | Oefenwedstrijd                             |
| Zo 10.02.91 11:00 | België              | 13 - 17 (6 - 6)   | Zwitserland           | Hasselt, Sporthal St.Lambrechts                    | Oefenwedstrijd                             |
| Za 09.02.91 19:30 | België              | 14 - 14 (6 - 7)   | Zwitserland           | Hasselt, Sporthal St.Lambrechts                    | Oefenwedstrijd                             |
| Zo 11.11.90 15:30 | Zwitserland         | 31 - 22 (16 - 12) | Bulgarije             | Littau, Ruopigen                                   | Oefenwedstrijd                             |
| Za 10.11.90 20:15 | Zwitserland         | 21 - 31 (9 - 17)  | Bulgarije             | Bazel, St. Jakob Spielhalle                        | Oefenwedstrijd                             |
| Vr 09.11.90 21:00 | Zwitserland         | 24 - 24 (12 - 9)  | Bulgarije             | Solothurn, CIS                                     | Oefenwedstrijd                             |
| Di 28.08.90       | Zwitserland         | 26 - 20 (14 - 8)  | Angola                | Dagmersellen, Chrüzmatt                            | Oefenwedstrijd                             |
| Di 05.06.90 17:30 | Bulgarije           | 25 - 21 (11 - 12) | Zwitserland           | Cegléd, Caola Kupa                                 | Oefenwedstrijd                             |
| Ma 04.06.90 19:00 | Hongarije           | 27 - 18 (13 - 8)  | Zwitserland           | Cegléd, Caola Kupa                                 | Oefenwedstrijd                             |
| Zo 03.06.90 15:00 | Zwitserland         | 15 - 25 (8 - 9)   | Hongarije             | Cegléd, Caola Kupa                                 | Oefenwedstrijd                             |
| Za 02.06.90 15:00 | Joegoslavië         | 27 - 18 (10 - 9)  | Zwitserland           | Cegléd, Caola Kupa                                 | Oefenwedstrijd                             |
| Vr 01.06.90 19:00 | Zuid-Korea          | 37 - 22 (19 - 8)  | Zwitserland           | Cegléd, Caola Kupa                                 | Oefenwedstrijd                             |
| Zo 18.02.90       | België              | 10 - 11 (5 - 3)   | Zwitserland           | Weinfelden, Güttingersreuti                        | Oefenwedstrijd                             |
| Za 17.02.90       | Zwitserland         | 18 - 12 (10 - 5)  | België                | Uster, Bildungszentrum                             | Oefenwedstrijd                             |
| Za 17.06.89       | Zwitserland         | 15 - 21 (8 - 10)  | Frankrijk             | Loures                                             | Oefenwedstrijd                             |
| Do 15.06.89       | Zwitserland         | 18 - 9 (8 - 1)    | IJsland               | Loures                                             | Oefenwedstrijd                             |
| Wo 14.06.89       | Zwitserland         | 13 - 23 (9 - 12)  | Spanje                | Loures                                             | Oefenwedstrijd                             |
| Di 13.06.89       | Portugal            | 13 - 15 (6 - 9)   | Zwitserland           | Loures                                             | Oefenwedstrijd                             |
| Di 01.11.88 11:45 | IJsland             | 19 - 17 (6 - 10)  | Zwitserland           | Chateau des Vaux, Salle des Sports                 | Wereldkampioenschap handbal vrouwen C 1988 |
| Ma 31.10.88 18:30 | Italië              | 17 - 24 (8 - 8)   | Zwitserland           | Chartres, Complexe Sportif                         | Wereldkampioenschap handbal vrouwen C 1988 |
| Vr 28.10.88 18:30 | Zwitserland         | 16 - 12 (5 - 6)   | België                | Bonneval, Salle des Sports                         | Wereldkampioenschap handbal vrouwen C 1988 |
| Do 27.10.88 18:30 | Zwitserland         | 12 - 16 (5 - 8)   | Zweden                | Chateau des Vaux, Salle des Sports                 | Wereldkampioenschap handbal vrouwen C 1988 |
| Wo 26.10.88 20:30 | Nederland           | 19 - 8 (8 - 3)    | Zwitserland           | Chartres, Complexe Sportif                         | Wereldkampioenschap handbal vrouwen C 1988 |
| Zo 19.06.88       | Portugal            | 15 - 10 (9 - 4)   | Zwitserland           | Loures                                             | Oefenwedstrijd                             |
| Za 18.06.88       | Zwitserland         | 11 - 17 (5 - 9)   | Frankrijk             | Loures                                             | Oefenwedstrijd                             |
| Vr 17.06.88       | Zwitserland         | 17 - 21 (9 - 9)   | IJsland               | Loures                                             | Oefenwedstrijd                             |
| Wo 15.06.88       | Zwitserland         | 18 - 19 (8 - 12)  | Spanje                | Loures                                             | Oefenwedstrijd                             |
| Za 21.05.88 16:40 | Zwitserland         | 18 - 18 (9 - 10)  | Beieren               | Sassari                                            | Oefenwedstrijd                             |
| Vr 20.05.88 18:45 | Zwitserland         | 19 - 20 (6 - 9)   | Italië                | Sassari                                            | Oefenwedstrijd                             |
| Do 19.05.88 16:15 | Zwitserland         | 13 - 13 (3 - 9)   | Nederland             | Sassari                                            | Oefenwedstrijd                             |
| Zo 13.12.87 10:45 | Zwitserland         | 22 - 13 (11 - 5)  | Portugal              | Uster, Bildungszentrum                             | Oefenwedstrijd                             |
| Za 12.12.87 19:00 | Zwitserland         | 19 - 14 (8 - 4)   | Portugal              | Uster, Bildungszentrum                             | Oefenwedstrijd                             |
| Za 07.11.87 16:00 | Roemenië            | 20 - 8 (10 - 6)   | Zwitserland           | Saint-Étienne, Stadium du Bardot                   | Oefenwedstrijd                             |
| Vr 06.11.87 18:30 | Polen               | 27 - 12 (17 - 5)  | Zwitserland           | Vaulx-en-Velin, Palais des sports                  | Oefenwedstrijd                             |
| Do 05.11.87 18:30 | Frankrijk           | 16 - 10 (11 - 7)  | Zwitserland           | Belly Municipale                                   | Oefenwedstrijd                             |
| Zo 15.02.87 11:00 | Zwitserland         | 9 - 18 (4 - 7)    | Frankrijk             | Stäfa, Obstgarten                                  | Oefenwedstrijd                             |
| Za 14.02.87 17:00 | Bulgarije           | 22 - 17 (12 - 6)  | Zwitserland           | Stäfa, Obstgarten                                  | Oefenwedstrijd                             |
| Vr 13.02.87 20:00 | Zwitserland         | 17 - 17 (10 - 11) | Oostenrijk            | Stäfa, Obstgarten                                  | Oefenwedstrijd                             |
| Do 06.11.86 19:00 | Portugal            | 16 - 20 (8 - 12)  | Zwitserland           | Alicante, Polideportivo Municipal                  | Oefenwedstrijd                             |
| Wo 05.11.86 19:00 | Zweden              | 17 - 7 (9 - 5)    | Zwitserland           | Sagunto, Pabellon                                  | Oefenwedstrijd                             |
| Di 04.11.86 19:00 | Engeland            | 16 - 19 (10 - 7)  | Zwitserland           | Valencia, Pabellon san Fernando                    | Oefenwedstrijd                             |
| Zo 02.11.86 19:00 | Zwitserland         | 12 - 12 (5 - 7)   | Italië                | Valencia, Pabellon san Fernando                    | Oefenwedstrijd                             |
| Za 01.11.86 20:30 | Spanje              | 21 - 10 (12 - 5)  | Zwitserland           | Valencia, Pabellon san Fernando                    | Oefenwedstrijd                             |
| Vr 27.06.86 20:00 | Zwitserland         | 18 - 27 (10 - 12) | Canada                | Erlenbach, Allmendli                               | Oefenwedstrijd                             |
| Wo 25.06.86 20:00 | Zwitserland         | 17 - 18 (10 - 6)  | Canada                | Stäfa, Obstgarten                                  | Oefenwedstrijd                             |
| Di 17.12.85       | Zwitserland         | 26 - 13 (17 - 10) | IJsland               | Hude                                               | Wereldkampioenschap handbal vrouwen B 1985 |
| Ma 16.12.85       | Zwitserland         | 20 - 20 (5 - 11)  | Verenigde Staten      | Bassum                                             | Wereldkampioenschap handbal vrouwen B 1985 |
| Zo 15.12.85       | Denemarken          | 23 - 17 (11 - 9)  | Zwitserland           | Brake                                              | Wereldkampioenschap handbal vrouwen B 1985 |
| Vr 13.12.85       | Bulgarije           | 20 - 15 (7 - 7)   | Zwitserland           | Emden                                              | Wereldkampioenschap handbal vrouwen B 1985 |
| Do 12.12.85 15:00 | Zwitserland         | 11 - 31 (5 - 17)  | Sovjet-Unie           | Delmenhorst                                        | Wereldkampioenschap handbal vrouwen B 1985 |
| Di 10.12.85 20:00 | Roemenië            | 18 - 17 (10 - 9)  | Zwitserland           | Aurich                                             | Wereldkampioenschap handbal vrouwen B 1985 |
| Zo 08.12.85 17:15 | Zwitserland         | 16 - 18 (8 - 13)  | Verenigde Staten      | Rheinfelden, Engerfeld                             | Oefenwedstrijd                             |
| Za 07.12.85 20:15 | Zwitserland         | 21 - 29 (8 - 14)  | Verenigde Staten      | Rheinfelden, Engerfeld                             | Oefenwedstrijd                             |
| Za 09.11.85       | Zwitserland         | 17 - 24 (8 - 15)  | Oostenrijk            | Rouen                                              | Oefenwedstrijd                             |
| Vr 08.11.85       | Frankrijk           | 29 - 16 (14 - 7)  | Zwitserland           | St. Nicolas                                        | Oefenwedstrijd                             |
| Do 07.11.85       | Zwitserland         | 21 - 26 (10 - 13) | Zweden                | Evreux                                             | Oefenwedstrijd                             |
| Za 08.06.85 19:45 | Italië              | 15 - 15 (7 - 5)   | Zwitserland           | San Lorenzo, Palasport                             | Wereldkampioenschap B kwalificatie 1985    |
| Za 18.05.85 17:30 | Zwitserland         | 22 - 21 (6 - 8)   | Italië                | Sankt Gallen Kreuzbleiche                          | Wereldkampioenschap B kwalificatie 1985    |
| Zo 10.02.85 12:00 | Zwitserland         | 13 - 17 (8 - 7)   | Frankrijk             | Urdorf, Zentrum                                    | Oefenwedstrijd                             |
| Za 09.02.85 20:30 | Zwitserland         | 13 - 21 (9 - 9)   | Hongarije             | Solothurn, CIS                                     | Oefenwedstrijd                             |
| Vr 08.02.85 21:00 | Zwitserland         | 17 - 16 (9 - 9)   | Oostenrijk            | Erlenbach, Allmendli                               | Oefenwedstrijd                             |
| Za 30.06.84 19:30 | Zwitserland         | 16 - 17 (10 - 11) | Verenigde Staten      | Sankt Gallen AZSG 1-3                              | Oefenwedstrijd                             |
| Vr 29.06.84 20:15 | Zwitserland         | 13 - 21 (8 - 9)   | Verenigde Staten      | Altstätten Schöntal                                | Oefenwedstrijd                             |
| Zo 19.02.84 11:00 | Zwitserland         | 11 - 15 (8 - 7)   | Frankrijk             | Lausanne, Blecherette                              | Wereldkampioenschap B kwalificatie 1985    |
| Za 18.02.84 20:30 | Zwitserland         | 8 - 23 (5 - 10)   | Frankrijk             | Genève, Queue d'Arve                               | Wereldkampioenschap B kwalificatie 1985    |
| Zo 06.11.83       | Zwitserland         | 19 - 28           | Oostenrijk            | Colmar, Montagne Verte                             | Oefenwedstrijd                             |
| Za 05.11.83       | Zwitserland         | 13 - 26           | Tsjecho-Slowakije     | Sélestat                                           | Oefenwedstrijd                             |
| Vr 04.11.83       | Frankrijk           | 28 - 18           | Zwitserland           | Villersexel                                        | Oefenwedstrijd                             |
| Zo 29.05.83       | Spanje              | 18 - 10           | Zwitserland           | Barcelona, Pabellon Blau Grand                     | Oefenwedstrijd                             |
| Za 21.05.83       | Zwitserland         | 13 - 17 (5 - 7)   | Spanje                | Lausanne, Bergières                                | Oefenwedstrijd                             |
| Zo 13.02.83 11:00 | Zwitserland         | 9 - 16 (6 - 10)   | Duitsland             | Frenkendorf, Auf der Egg                           | Oefenwedstrijd                             |
| Zo 19.12.82       | Zwitserland         | 19 - 17           | België                | St. Trond                                          | Oefenwedstrijd                             |
| Za 18.12.82       | België              | 12 - 12           | Zwitserland           | Luik, Beyne Heusay                                 | Oefenwedstrijd                             |
| Zo 09.05.82       | Zwitserland         | 18 - 23           | Nederland             | Zwijndrecht                                        | Oefenwedstrijd                             |
| Za 08.05.82       | Nederland           | 23 - 13           | Zwitserland           | Papendrecht                                        | Oefenwedstrijd                             |
| Zo 25.04.82       | Italië              | 11 - 14 (5 - 7)   | Zwitserland           | Bazel, St. Jakob Spielhalle                        | Oefenwedstrijd                             |
| Za 24.04.82       | Zwitserland         | 25 - 16 (14 - 7)  | Italië                | Sissach, Tannenbrunn                               | Oefenwedstrijd                             |
| Zo 11.04.82       | Duitsland           | 9 - 8 (3 - 1)     | Zwitserland           | Schopfheim Fr-Ebert-Schule                         | Oefenwedstrijd                             |
| Za 10.04.82       | Zwitserland         | 10 - 15 (5 - 9)   | Duitsland             | Lauchringen SH                                     | Oefenwedstrijd                             |
| Zo 22.11.81       | Zwitserland         | 18 - 17           | Portugal              | Las Palmas                                         | Oefenwedstrijd                             |
| Za 21.11.81       | Spanje              | 23 - 20           | Zwitserland           | Las Palmas                                         | Oefenwedstrijd                             |
| Vr 20.11.81       | Zwitserland         | 10 - 23           | Frankrijk             | Las Palmas                                         | Oefenwedstrijd                             |
| Zo 17.05.81       | Zwitserland         | 10 - 16 (5 - 7)   | Oostenrijk            | Wolkersdorf                                        | Oefenwedstrijd                             |
| Za 16.05.81       | Oostenrijk          | 13 - 8 (5 - 3)    | Zwitserland           | Wilhelmsburg                                       | Oefenwedstrijd                             |
| Za 02.05.81       | Oostenrijk          | 13 - 9 (6 - 6)    | Zwitserland           | Frenkendorf, Auf der Egg                           | Oefenwedstrijd                             |
| Vr 01.05.81       | Zwitserland         | 14 - 15 (8 - 6)   | Oostenrijk            | Bazel, St. Jakob Spielhalle                        | Oefenwedstrijd                             |
| Zo 12.04.81       | Nederland           | 12 - 10 (7 - 6)   | Zwitserland           | Neuhausen am Rheinfall, Rhyfall                    | Oefenwedstrijd                             |
| Za 11.04.81       | Zwitserland         | 9 - 19 (4 - 8)    | Nederland             | Neuhausen am Rheinfall, Rhyfall                    | Oefenwedstrijd                             |
| Zo 01.03.81       | Duitsland           | 8 - 6 (5 - 3)     | Zwitserland           | Effretikon, Eselriet                               | Oefenwedstrijd                             |
| Za 28.02.81       | Zwitserland         | 11 - 11 (5 - 5)   | Duitsland             | Effretikon, Eselriet                               | Oefenwedstrijd                             |
| Zo 16.11.80 13:00 | Nederland           | 13 - 10 (7 - 5)   | Zwitserland           | Soest, Beukendal                                   | Oefenwedstrijd                             |
| Za 15.11.80 20:45 | Zwitserland         | 14 - 16 (9 - 6)   | Nederland             | Opheusden, De Biezenwei                            | Oefenwedstrijd                             |
| Zo 01.06.80       | Zwitserland         | 9 - 11 (5 - 4)    | Oostenrijk            | Wolkersdorf                                        | Oefenwedstrijd                             |
| Za 31.05.80       | Oostenrijk          | 11 - 9 (6 - 6)    | Zwitserland           | St. Pölten                                         | Oefenwedstrijd                             |
| Zo 06.04.80       | Zwitserland         | 11 - 13 (5 - 8)   | Italië                | Varese                                             | Oefenwedstrijd                             |
| Za 05.04.80       | Italië              | 14 - 16 (5 - 8)   | Zwitserland           | Varese                                             | Oefenwedstrijd                             |
| Zo 24.02.80 10:30 | Spanje              | 17 - 17 (9 - 10)  | Zwitserland           | Sankt Gallen AZSG 1-3                              | Oefenwedstrijd                             |
| Za 23.02.80 20:00 | Zwitserland         | 10 - 20 (3 - 9)   | Spanje                | Rorschach, Seminar                                 | Oefenwedstrijd                             |
| Zo 02.12.79       | Zwitserland         | 13 - 20 (5 - 13)  | Bulgarije             | Angouleme                                          | Oefenwedstrijd                             |
| Za 01.12.79       | Zwitserland         | 7 - 12 (3 - 5)    | Verenigde Staten      | Angouleme                                          | Oefenwedstrijd                             |
| Vr 30.11.79       | Frankrijk           | 20 - 15 (13 - 6)  | Zwitserland           | Angouleme                                          | Oefenwedstrijd                             |
| Za 10.02.79 20:00 | Oostenrijk          | 15 - 11 (9 - 5)   | Zwitserland           | Herisau, Sportzentrum                              | Oefenwedstrijd                             |
| Vr 09.02.79       | Zwitserland         | 8 - 10 (2 - 4)    | Oostenrijk            | Bischofszell, Bruggwiesen                          | Oefenwedstrijd                             |
| Zo 26.11.78       | Zwitserland         | 12 - 20 (6 - 12)  | Verenigde Staten      | Castelldefels                                      | Oefenwedstrijd                             |
| Za 25.11.78       | Spanje              | 15 - 13 (7 - 6)   | Zwitserland           | Castelldefels                                      | Oefenwedstrijd                             |
| Vr 24.11.78       | Zwitserland         | 12 - 16 (8 - 9)   | Frankrijk             | Castelldefels                                      | Oefenwedstrijd                             |
| Zo 12.11.78       | Duitsland           | 12 - 9 (8 - 4)    | Zwitserland           | Kaiserslautern                                     | Oefenwedstrijd                             |
| Za 11.11.78       | Zwitserland         | 8 - 18 (1 - 10)   | Duitsland             | Bad Vilbel                                         | Oefenwedstrijd                             |
| Za 10.06.78 20:00 | Egypte              | 11 - 18 (4 - 7)   | Zwitserland           | Winterthur, Reithalle                              | Oefenwedstrijd                             |
| Vr 09.06.78 20:00 | Zwitserland         | 17 - 10 (8 - 1)   | Egypte                | Effretikon, Eselriet                               | Oefenwedstrijd                             |
| Za 15.04.78 20:00 | Zwitserland         | 11 - 12 (7 - 6)   | Frankrijk             | Nice                                               | Oefenwedstrijd                             |
| Vr 14.04.78 20:00 | Frankrijk           | 12 - 9 (4 - 3)    | Zwitserland           | St. Raphael                                        | Oefenwedstrijd                             |
| Di 06.12.77       | Zwitserland         | 24 - 6 (10 - 4)   | Engeland              | Wildershausen                                      | Wereldkampioenschap handbal vrouwen B 1977 |
| Zo 04.12.77       | Zwitserland         | 10 - 16 (5 - 9)   | Zweden                | Gütersloh                                          | Wereldkampioenschap handbal vrouwen B 1977 |
| Za 03.12.77       | Zwitserland         | 7 - 26 (3 - 13)   | Roemenië              | Steinhagen                                         | Wereldkampioenschap handbal vrouwen B 1977 |
| Za 19.11.77       | Zwitserland         | 14 - 15 (8 - 8)   | Oostenrijk            | Wenen, Wiener Stadthalle                           | Oefenwedstrijd                             |
| Vr 18.11.77 20:00 | Oostenrijk          | 13 - 10 (10 - 6)  | Zwitserland           | Maria Enzersdorf, Bundesstadion Südstadt           | Oefenwedstrijd                             |
| Vr 28.10.77 20:15 | Zwitserland         | 10 - 8 (3 - 4)    | Saarland Regioauswahl | Liestal, Frenkenbündten                            | Oefenwedstrijd                             |
| Zo 30.01.77       | Frankrijk           | 15 - 8 (8 - 3)    | Zwitserland           | Belley                                             | Oefenwedstrijd                             |
| Za 29.01.77       | Zwitserland         | 9 - 15 (6 - 9)    | Frankrijk             | Oyonnaz                                            | Oefenwedstrijd                             |
| Za 27.11.76       | Duitsland           | 16 - 6 (8 - 2)    | Zwitserland           | Möhlin, Steinli B (Alte)                           | Oefenwedstrijd                             |
| Vr 26.11.76       | Zwitserland         | 7 - 13 (5 - 6)    | Duitsland             | Bazel, St. Jakob Spielhalle                        | Oefenwedstrijd                             |
| Zo 01.02.76       | Zwitserland         | 3 - 16 (3 - 6)    | Nederland             | Goes                                               | Oefenwedstrijd                             |
| Za 31.01.76       | Nederland           | 13 - 7 (4 - 2)    | Zwitserland           | Goirle                                             | Oefenwedstrijd                             |
| Za 08.11.75       | Zwitserland         | 5 - 11 (2 - 7)    | Duitsland             | Neuenburg am Rhein                                 | Oefenwedstrijd                             |
| Vr 07.11.75       | Duitsland           | 13 - 9 (3 - 5)    | Zwitserland           | Lörrach-Brombach SH                                | Oefenwedstrijd                             |
| Zo 23.03.75       | Zwitserland         | 22 - 7 (10 - 1)   | België                | Luzern, Allmend                                    | Oefenwedstrijd                             |
| Za 25.01.75       | Oostenrijk          | 13 - 4 (8 - 4)    | Zwitserland           | Kreuzlingen, Egelsee                               | Oefenwedstrijd                             |
| Vr 24.01.75       | Zwitserland         | 8 - 15 (4 - 7)    | Oostenrijk            | Urdorf, Zentrum                                    | Oefenwedstrijd                             |
| Zo 24.11.74       | Italië              | 10 - 11 (5 - 6)   | Zwitserland           | Worblaufen, Altikofen                              | Oefenwedstrijd                             |
| Za 23.11.74       | Zwitserland         | 15 - 15 (7 - 7)   | Italië                | Steffisburg, Musterplatz                           | Oefenwedstrijd                             |
| Za 23.02.74       | België              | 6 - 21 (3 - 6)    | Zwitserland           | Temse                                              | Oefenwedstrijd                             |
| Za 17.11.73       | Zwitserland         | 9 - 7 (5 - 6)     | Italië                | Bergamo                                            | Oefenwedstrijd                             |
| Vr 16.11.73       | Italië              | 5 - 9 (2 - 5)     | Zwitserland           | Bergamo                                            | Oefenwedstrijd                             |